# Assedio di Pavia (924)
L'assedio di Pavia si svolse nel marzo del 924, quando un nutrito contingente di Ungari, forse istigato da Berengario, tentò di conquistare la città, allora capitale del regno d’Italia.

## Antefatti
Nel 921 alcuni dei maggiori aristocratici del regno d’Italia, tra i quali vi era anche Adalberto I d'Ivrea, organizzarono una congiura contro Berengario e offrirono la corona d’Italia a Rodolfo II di Borgogna, che, sceso nella penisola, venne eletto re a Pavia. Berengario ripiegò a Verona, ma i suoi tentativi di riprendersi il trono svanirono nel febbraio del 922 quando venne pesantemente sconfitto da Rodolfo nella battaglia di Fiorenzuola d’Arda. Dopo la vittoria, Rodolfo rientrò a Pavia, dove ottenne dagli italici (allora riuniti in assemblea), il permesso di rientrare in Borgogna, dove aveva in corso alcune trattative con il re dei Franchi Occidentali Raoul. Con la partenza di Rodolfo e del suo esercito, Berengario (che controllava ancora alcune porzioni del regno, come il Friuli, la Toscana e parti del Veneto e dell’Emilia) decise di vendicarsi con quanti avevano ordito la congiura, scatenando contro di essi i suoi mercenari ungari, che, nel 924, si diressero verso la capitale: Pavia.

## L'assedio
Non sappiamo se la scelta di attaccare Pavia sia stata presa dagli Ungari o se essi siano stati indirizzati contro la città da Berengario; secondo il cronista Liutprando da Cremona il regolare blocco attorno Pavia era stato quasi sicuramente ideato e condotto da comandanti militari inviati dall’ex sovrano. Gli assedianti (forse 5 000 uomini) guidati da un certo Salardo si accamparono fuori dalla città e scavarono un grande fossato di circonvallazione intorno alle mura, cercando di impedire così ogni contatto tra la Pavia e il resto del territorio. Risulta tuttavia difficile comprendere quando concretamente gli Ungari potessero bloccare ogni collegamento tra la città e altri centri dell’area, dato che Pavia è attraversata da un fiume navigabile, il Ticino, e gli attaccanti non disponevano di imbarcazioni. Inoltre i magiari, che non disponevano di macchine d’assedio, molto difficilmente avrebbero potuto assaltare le mura della città: Pavia aveva solide fortificazioni risalenti all’età romana, ed esse furono rafforzate e ampliate in alcuni tratti per includere al loro interno i nuovi sobborghi che si erano sviluppati fuori dalla città, proprio nei primi anni del X secolo. Non si hanno notizie sui combattimenti, verosimilmente gli Ungari limitarono a un blocco statico intorno alla città, tuttavia sappiamo che, ben presto, gli abitanti cominciarono a trattare con gli assedianti, dato che essi sembravano disposti ad abbandonare l’assedio dietro al pagamento di un riscatto. Non sappiamo dettagliatamente come siano andate cose, e verosimile che mentre erano in corso tali trattative, gli Ungari, per alzare la posta, abbiano tentato di intimorire la città: il 2 marzo, aiutati da una giornata particolarmente ventosa, riuscirono a scagliare all’interno delle mura nugoli di frecce incendiarie, che provocarono un incendio all’interno della città. Il forte vento e la presenza di numerose abitazioni in legno alimentarono le fiamme, che ben presto si allargarono, interessando una cospicua porzione di Pavia. Molti cittadini, tra i quali anche il vescovo della città Giovanni e il vescovo di Vercelli Regenberto, in quel momento suo ospite, furono uccisi dal fuoco o soffocati dal fumo, e l’incendio devastò molti edifici, chiese e parte dello stesso palazzo reale. Mentre divampava l’incendio, gli assedianti tentarono di cogliere di sorpresa i pavesi, allora intenti a domare le fiamme, e assaltarono la città, ma furono respinti. Cessato l’incendio, gli abitati di Pavia versarono il riscatto, equivalente a otto moggia d’argento, e gli Ungari levarono così l’assedio e si diressero verso la Borgogna.

## Conseguenze
L’incendio provocò pesanti danni alla città, tanto che di alcuni enti ecclesiastici, come i monasteri suburbani del Santissimo Salvatore o di San Pietro in Ciel d'Oro (che allora era posto fuori le mura di Pavia), non si è conservata documentazione precedente all’assedio. Diversamente, altri enti, posti nella parte occidentale di Pavia, come il monastero di Santa Maria Teodote e di San Giovanni Domnarum, hanno invece conservato anche la documenti precedenti al 924, è quindi probabile che le fiamme abbiano principalmente interessato la parte orientale dalla città. Nello stesso settore di Pavia era collocato anche il palazzo reale, che subì interventi di restauro nel 927. Per quanto l’incendio provocò gravi danni a Pavia, la città si risollevò molto velocemente e, analogamente al palazzo reale, gran parte delle chiese e degli edifici danneggiato furono ricostruiti o restaurati negli anni successivi e la città conobbe particolare sviluppo, sia economico sia culturale, durante il periodo ottoniano. L’incendio di Pavia provocò grande indignazione nei contemporanei e in particolare all’interno del regno, facendo perdere a Berengario l’appoggio di alcuni suoi seguaci, tanto che, non casualmente, venne assassinato pochi mesi da alcuni veronesi.

## Una traccia dell'assedio: la processione delle Crocette
Legata all’assedio e all’incendio del 924 era la “processione delle Crocette”, che si svolgeva a Pavia fino agli anni ’30 del XX secolo. Ogni anno il primo venerdì dopo la festa di Pasqua, dal duomo usciva un solenne corteo: procedeva l’intero capitolo dei canonici, ai quali spesso si accompagnava il vescovo: seguivano le autorità civili e i fedeli. Il corteo camminava, seguendo un preciso itinerario: seguendo, attraverso le vie moderne il tracciato della più antica cinta murario della città. In determinati punti, il corteo si fermava presso alcune edicole provviste di un piccolo tabernacolo, posto all’altezza di quattro o cinque metri, dove si conservava, cambiandola ogni anno in quel giorno, una crocetta di cera. Ogni tabernacolo che si incontrava nella lunga processione segnava una delle antiche porte di Pavia. La processione aveva carattere di ricordo e di implorazione, si cantava le antiche litanie dei santi e si chiedeva l’intervento divino “contro l’attacco dei pagani”, chiaro riferimento agli Ungari. I piccoli tabernacoli erano nove e a ognuno di essi, il celebrante benediceva con acqua santa e con una preghiera la crocetta nuova di cera. Intanto, con una scala, un ecclesiastico saliva sul tabernacolo, con una chiave ne apriva la porta e toglieva la crocetta dell’anno precedente per sostituirla con la nuova. A partire dagli anni’20 del XIX secolo, a causa di varie circostanze, come il traffico, già allora sempre più crescente, la processione si tenne con sempre meno frequenza e nel decennio successivo cessò di essere celebrata.